# 前川和也
前川 和也（まえかわ かずや、1968年3月22日 - ）は、長崎県平戸市出身の元サッカー選手、サッカー指導者。ポジションはゴールキーパー。元日本代表。
現在はFCバイエルン・ツネイシ監督を務める。
長男は前川黛也。父同様サッカー選手かつ、GKとしてプレーしている。

## 人物
現役時代は、大きな体格を活かしたセービングを得意とした。特に相手との1対1の場面でのセービングに定評があり、絶妙な飛び出しで何度もチームを危機から救った。シュートに対する反応はもとよりPKにも強く、またハイボールの処理も巧みにこなした。その様は「生きている壁」と形容された。
人柄もサポーターから愛され、広島退団時には涙を流すサポーターもいた。

## 経歴

### プロ入り後
高校卒業後の1986年、島卓視や横内昭展らと共にマツダSCへ入団。GKコーチであったディド・ハーフナーから指導を受け、徐々に頭角を現し正GKの座を掴む。1989年-1990年のJSLおよび1990年-1991年のJSLではJSL2部ベスト11に輝いている。
1992年にチームがJリーグのサンフレッチェ広島として発足すると正GKとして活躍。しかし怪我が多く、長期欠場することも多かったため、控えGKである河野和正の出場試合も多かった。1994年のチャンピオンシップでは2試合とも欠場している。
クラブでは、1997年まで正GKの地位を守る。しかし1998年に古傷の肩の手術を決行したことで、出場機会を得た下田崇にレギュラーを奪われ、以降は控えに回る。2000年に大分トリニータへ出場機会を求めて移籍した。涙を流しながらの移籍発表会見は、現在も広島サポーターの語り草となっている。
大分では正GKとして活躍し、翌2001年に完全移籍。同年引退した。
2002年より、大分トリニータの事業部にて営業や試合運営の補助、強化クラスなどに携わった。
2006年より、サンフレッチェ広島の提携スクールの一つであるサンフレッチェ常石サッカースクールのコーチに就任、またGKクリニックのコーチとしても活動している。
2009年から常石ジュニアユースの監督に就任。2012年、同ユースが提携先をバイエルン・ミュンヘンへと変更したことに伴い、FCバイエルン・ツネイシの監督となる。
またスカパー!のJリーグ中継の解説も務めている。

### 代表
1992年に日本代表に初選出され17試合に出場。1992年アジアカップでは、準決勝の中国戦で退場した松永成立に代わり急遽出場する。トンネルによる失点という失態を犯したが、決勝では安定したプレーを見せ日本代表の初優勝に貢献した。
1993年には「ドーハの悲劇」もベンチで経験した。

## 私生活
妻・志穂との間に1994年、黛也が誕生した。黛也は後に前川と同じくGKとしてプロ入りし、2021年には日本代表にも選出されている。親子二代での日本代表入りは、Jリーグ発足後では初となる。
1995年に誕生した次男の天良も同じくGKであり、大分トリニータやサンフレッチェ広島のジュニアユースを経て、2023年まで東京都社会人サッカーリーグ1部のSHIBUYA CITY FCに所属していた。
2019年には初孫（黛也の長男）が誕生した。

## 略歴
ユース歴
- 1983年 - 1985年 長崎県立平戸高等学校

選手歴
- 1986年 - 1999年 マツダSC/サンフレッチェ広島
  - 1986年 マツダSC東洋
- 2000年 - 2001年 大分トリニータ

指導歴
- 2002年 - 2005年 大分トリニータ スタッフ
- 2006年 - 2011年 サンフレッチェ常石サッカースクール コーチ
  - 2009年 - 2011年 サンフレッチェ常石ジュニアユース 監督
- 2012年 -  FCバイエルン・ツネイシ監督

## 個人成績
| 国内大会個人成績 | 国内大会個人成績 | 国内大会個人成績 | 国内大会個人成績 | 国内大会個人成績             | 国内大会個人成績          | 国内大会個人成績 | 国内大会個人成績 | 国内大会個人成績 | 国内大会個人成績 | 国内大会個人成績 | 国内大会個人成績 |
| 年度             | クラブ           | 背番号           | リーグ           | リーグ戦                     | リーグ戦                  | リーグ杯         | リーグ杯         | オープン杯       | オープン杯       | 期間通算         | 期間通算         |
| 年度             | クラブ           | 背番号           | リーグ           | 出場                         | 得点                      | 出場             | 得点             | 出場             | 得点             | 出場             | 得点             |
| 日本             | 日本             | 日本             | 日本             | リーグ戦                     | リーグ戦                  | JSL杯/ナビスコ杯 | JSL杯/ナビスコ杯 | 天皇杯           | 天皇杯           | 期間通算         | 期間通算         |
| ---------------- | ---------------- | ---------------- | ---------------- | ---------------------------- | ------------------------- | ---------------- | ---------------- | ---------------- | ---------------- | ---------------- | ---------------- |
| 1986             | マツダSC東洋     | -                |                  |                              |                           | -                | -                |                  |                  |                  |                  |
| 1986-87          | マツダ           | 23               | JSL1部           | 0                            | 0                         |                  |                  |                  |                  |                  |                  |
| 1987-88          | マツダ           | 23               | JSL1部           | 0                            | 0                         | 0                | 0                |                  |                  |                  |                  |
| 1988-89          | マツダ           | 23               | JSL2部           | 2                            | 0                         | 0                | 0                |                  |                  |                  |                  |
| 1989-90          | マツダ           | 1                | JSL2部           | 30                           | 0                         | 2                | 0                |                  |                  |                  |                  |
| 1990-91          | マツダ           | 1                | JSL2部           | 30                           | 0                         | 3                | 0                |                  |                  |                  |                  |
| 1991-92          | マツダ           | 1                | JSL1部           | 20                           | 0                         | 2                | 0                |                  |                  |                  |                  |
| 1992             | 広島             | -                | J                | -                            | -                         | 2                | 0                | 0                | 0                | 2                | 0                |
| 1993             | 広島             | -                | J                | 15                           | 0                         | 0                | 0                | 0                | 0                | 15               | 0                |
| 1994             | 広島             | -                | J                | 27                           | 0                         | 0                | 0                | 0                | 0                | 27               | 0                |
| 1995             | 広島             | -                | J                | 37                           | 0                         | -                | -                | 0                | 0                | 37               | 0                |
| 1996             | 広島             | -                | J                | 25                           | 0                         | 14               | 0                | 5                | 0                | 44               | 0                |
| 1997             | 広島             | 1                | J                | 24                           | 0                         | 6                | 0                | 0                | 0                | 30               | 0                |
| 1998             | 広島             | 1                | J                | 0                            | 0                         | 0                | 0                | 0                | 0                | 0                | 0                |
| 1999             | 広島             | 1                | J1               | 0                            | 0                         | 2                | 0                | 0                | 0                | 2                | 0                |
| 2000             | 大分             | 1                | J2               | 37                           | 0                         | 0                | 0                | 0                | 0                | 37               | 0                |
| 2001             | 大分             | 1                | J2               | 38                           | 0                         | 2                | 0                | 2                | 0                | 42               | 0                |
| 通算             | 日本             | 日本             | J1               | 128                          | 0                         | 24               | 0                | 10               | 0                | 162              | 0                |
| 通算             | 日本             | 日本             | J2               | 75                           | 0                         | 2                | 0                | 2                | 0                | 79               | 0                |
| 通算             | 日本             | 日本             | JSL1部           | 20                           | 0\|\|\|\|\|\|\|\|\|\|\|\| |                  |                  |                  |                  |                  |                  |
| 通算             | 日本             | 日本             | JSL2部           | 62                           | 0\|\|\|\|\|\|\|\|\|\|\|\| |                  |                  |                  |                  |                  |                  |
| 総通算           | 総通算           | 総通算           | 総通算           | \|\|\|\|\|\|\|\|\|\|\|\|\|\| |                           |                  |                  |                  |                  |                  |                  |

その他の公式戦
- 1991年
  - コニカカップ 6試合0得点
- Jリーグ初出場：1993年5月16日 対ジェフユナイテッド市原戦（広島スタジアム）
- JSL（1部）初出場：1991年9月15日 対日産戦（三ツ沢球技場）

## チームタイトル
クラブチーム
- Jリーグ ステージ優勝 1回（1994年サントリーシリーズ）

日本代表
- AFCアジアカップ 1回（1992年）
- ダイナスティカップ 1回（1992年）
- アフロアジア選手権 1回（1993年）

## 代表歴
- 日本代表初出場：1992年6月7日 対ウェールズ戦（愛媛県総合運動公園陸上競技場）

### 試合数
- 国際Aマッチ 17試合 0得点(1992年 - 1996年)

| 日本代表 | 国際Aマッチ | 国際Aマッチ |
| 年       | 出場        | 得点        |
| -------- | ----------- | ----------- |
| 1992     | 3           | 0           |
| 1993     | 2           | 0           |
| 1994     | 2           | 0           |
| 1995     | 5           | 0           |
| 1996     | 5           | 0           |
| 通算     | 17          | 0           |

### 出場
| No. | 開催日         | 開催都市     | スタジアム                         | 対戦相手       | 結果        | 監督                         | 大会                       |
| --- | -------------- | ------------ | ---------------------------------- | -------------- | ----------- | ---------------------------- | -------------------------- |
| 1.  | 1992年06月07日 | 愛媛県       | 愛媛県総合運動公園陸上競技場       | ウェールズ     | ●0-1        | ハンス・オフト               | キリンカップ               |
| 2.  | 1992年11月06日 | 広島県       | 広島県総合グランドメインスタジアム | 中華人民共和国 | ○3-2        | ハンス・オフト               | アジアカップ               |
| 3.  | 1992年11月08日 | 広島県       | 広島広域公園陸上競技場             | サウジアラビア | ○1-0        | ハンス・オフト               | アジアカップ               |
| 4.  | 1993年03月07日 | 福岡県       | 東平尾公園博多の森陸上競技場       | ハンガリー     | ●0-1        | ハンス・オフト               | キリンカップ               |
| 5.  | 1993年03月14日 | 東京都       | 国立霞ヶ丘競技場陸上競技場         | アメリカ合衆国 | ○3-1        | ハンス・オフト               | キリンカップ               |
| 6.  | 1994年05月22日 | 広島県       | 広島広域公園陸上競技場             | オーストラリア | △1-1        | パウロ・ロベルト・ファルカン | キリンカップ               |
| 7.  | 1994年05月29日 | 東京都       | 国立霞ヶ丘競技場陸上競技場         | フランス       | ●1-4        | パウロ・ロベルト・ファルカン | キリンカップ               |
| 8.  | 1995年05月21日 | 広島県       | 広島広域公園陸上競技場             | スコットランド | △0-0        | 加茂周                       | キリンカップ               |
| 9.  | 1995年05月28日 | 東京都       | 国立霞ヶ丘競技場陸上競技場         | エクアドル     | ○3-0        | 加茂周                       | キリンカップ               |
| 10. | 1995年06月03日 | ロンドン     |                                    | イングランド   | ●1-2        | 加茂周                       | アンブロカップ             |
| 11. | 1995年09月20日 | 東京都       | 国立霞ヶ丘競技場陸上競技場         | パラグアイ     | ●1-2        | 加茂周                       | デサント・アディダスマッチ |
| 12. | 1995年10月24日 | 東京都       | 国立霞ヶ丘競技場陸上競技場         | サウジアラビア | ○2-1        | 加茂周                       | デサント・アディダスマッチ |
| 13. | 1996年02月10日 | ウォロンゴン |                                    | オーストラリア | ○4-1        | 加茂周                       | 国際親善試合               |
| 14. | 1996年02月14日 | メルボルン   |                                    | オーストラリア | ●0-3        | 加茂周                       | 国際親善試合               |
| 15. | 1996年02月22日 | 香港         |                                    | スウェーデン   | △1-1(PK4-5) | 加茂周                       | カールスバーグカップ       |
| 16. | 1996年08月25日 | 大阪府       | 長居陸上競技場                     | ウルグアイ     | ○5-3        | 加茂周                       | 国際親善試合               |
| 17. | 1996年10月13日 | 愛知県       | 神戸総合運動公園ユニバー記念競技場 | チュニジア     | ○1-0        | 加茂周                       | プーマカップ               |